# Femlinde (Wuppertal)

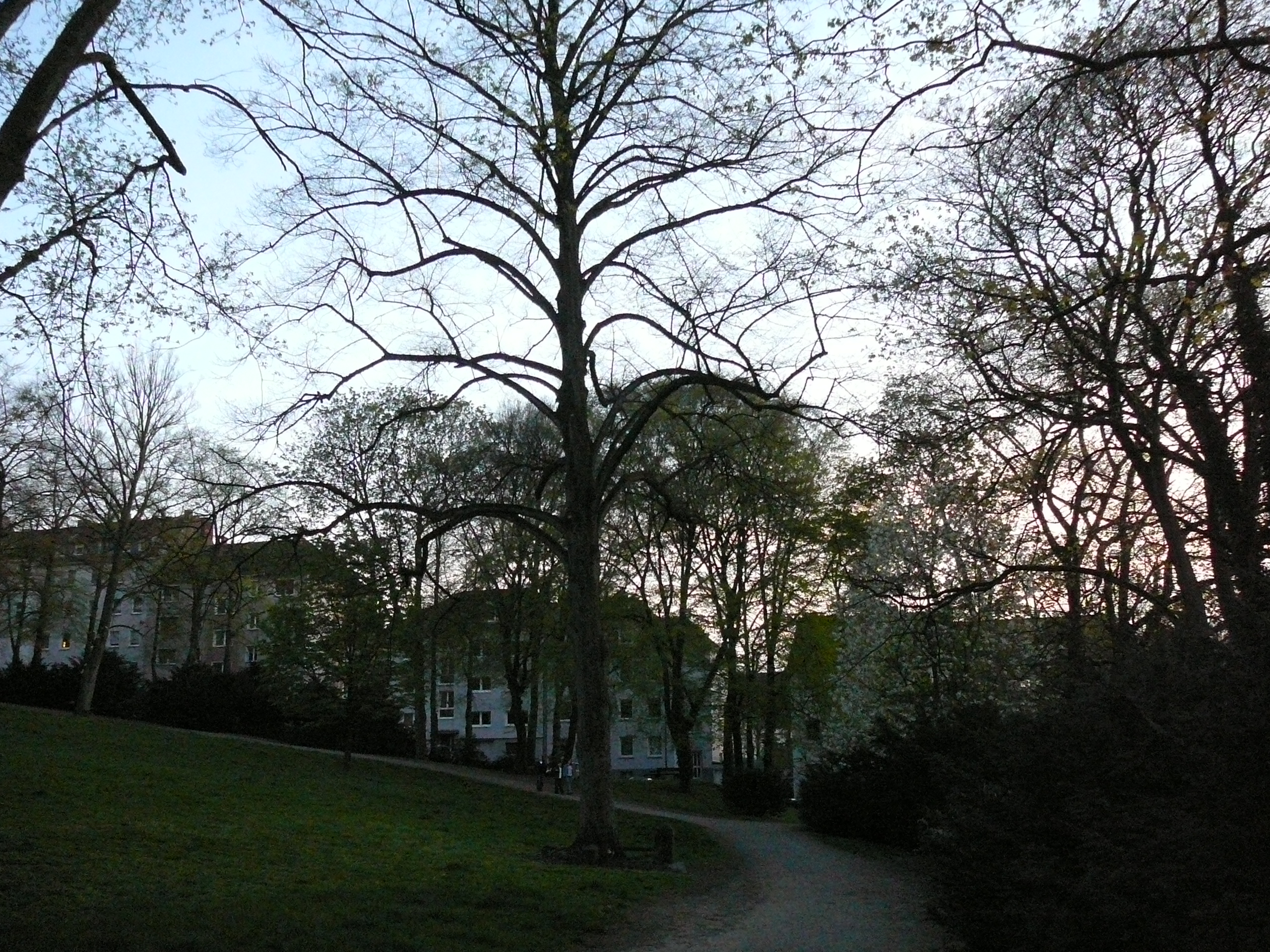
Die „Femlinde“,
Bild vom 27. April 2008

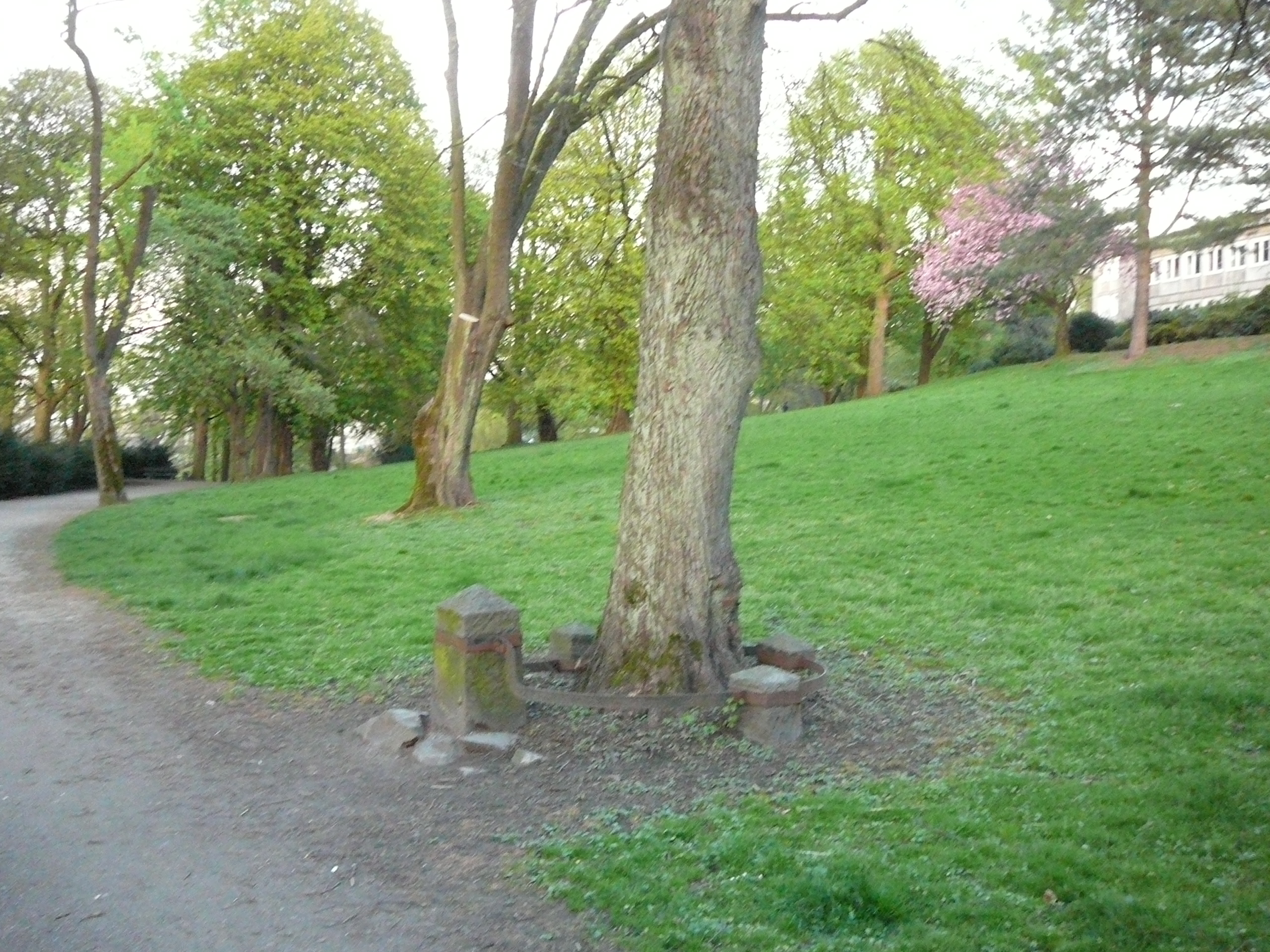
Die „Femlinde“,
Bild vom 27. April 2008

Die Femlinde ist ein Gedenkbaum am nordwestlichen Rand der Barmer Anlagen in Wuppertal. Die Linde wurde im Oktober 1894 angepflanzt. Die Sommerlinde (Tilia platyphyllos) ist als Naturdenkmal unter der Bezeichnung 7/05 geschützt.
Emil Rittershaus, Dichter des Westfalenlieds, erhielt 1893 als Dank von der Stadt Dortmund einen Wurzelsprößling der Dortmunder Femlinde zum Geschenk. Diese wurde 1838 zum ersten Mal als „Vemlinde“ erwähnt.
Rittershaus hatte das Geschenk an den Barmer Verschönerungsverein für die Verwendung in den Barmer Anlagen weitergegeben. Als Standort wurde eine große Rasenfläche unterhalb des Plateaus, auf dem sich bis zum Zweiten Weltkrieg die Barmer Stadthalle befand, ausgewählt. Später wurde auf den Plateaus das Gebäude der BEK-Verwaltung errichtet, welches heute vom Wupperverband genutzt wird.
Im Januar 1903 bemühte sich Albert Heuser, Vorstandsmitglied des Verschönerungsvereins, um eine schützende und künstlerisch gestaltete Umzäunung. Sein Anliegen wurde zunächst mehrmals vertagt, da man der Meinung war, eine einfache Kupferplatte mit Inschrift genüge. Anfang des Jahres 1908 hatte Heuser zusammen mit dem Direktor der Kunstgewerbeschule Werdelmann ein Preisausschreiben initiiert. Der erste Preis ging an den Bildhauer Wilhelm Giesecke mit seinem Entwurf Stein und Eisen. Der zweite und dritte Preis gingen an den Architekten Peter Klotzbach mit seinen Entwürfen Unterordnung und Laues Leben. Der Entwurf Gieseckes kam zur Ausführung, wobei Heuser die Kosten übernahm. Der Baum hatte damals eine Höhe von 9,85 Metern und einen Stammumfang von 49 Zentimetern.
Von der Einfriedung sind die obeliskartig behauenen Begrenzungssteine sowie das verbindende geschwungene Eisenband erhalten. Die nach damaliger Sitte grottenartig vorgelagerten Bruchsteine sind zum größten Teil noch erhalten. Sie liegen lediglich tiefer im Erdreich. Die metallene Gedenktafel wurde im Zweiten Weltkrieg eingeschmolzen.
Ihre Inschrift lautete:
| Femlinde Wurzelspross d. Dortmunder Femlinde Emil Ritterhaus geschenkt z. Dank für sein Westfalenlied hier gepflanzt im Oktober 1894 |